# 17519 Пріцак
17519 Пріцак (17519 Pritsak) — астероїд головного поясу, відкритий 18 грудня 1992 року.
Тіссеранів параметр щодо Юпітера — 3,350.